# Ahmad Sa'adat
Ahmad Sa'adat (în arabă  أحمد سعدات; n. 1953, Al-Bireh⁠(d), Cisiordania, Palestina) este un militant marxist-leninist palestinian, care este actualul secretar-general (lider) al Frontului Popular pentru Eliberarea Palestinei.
Absolvent al Colegiului Profesorilor din cadrul UNRWA, Saadat a predat matematică în mai multe școli gestionate de ONU din Palestina. El a ajuns lider al FPEP în 2001, în urma asasinării lui Abu Ali Mustafa de către Israel în timpul Intifada Al-Aqsa. El a fost acuzat de Israel că a orchestrat asasinarea ministrului turismului Rehavam Ze'evi, și a fost arestat de către Autoritatea Națională Palestiniană, care a refuzat să-l extrădeze Israelului. În urma unui acord dintre ANP și Israel, Sa'adat a avut parte de un proces organizat de autoritățile palestiniene, fiind arestat în Ierihon în 2002. În 2006, el a fost ales deputat în Consiliul Legislativ Palestinian, iar Hamas a anunțat intenția de a-l elibera pe Saadat. Pe 14 martie 2006, autoritățile israeliene au lansat un raid în care l-au capturat pe Saadat. Ulterior, a fost condamnat în Israel la 30 de ani în închisoare, fiind în închisoare și azi (februarie 2024).